# Heinz Emmerich
Heinz Emmerich (* 25. Februar 1908 in Berlin; † 10. März 1986) war ein deutscher Fußballspieler, der im Jahr 1931 drei Spiele in der deutschen Fußballnationalmannschaft absolviert hat.

## Laufbahn
Emmerich erlernte in Pankow den Umgang mit dem runden Leder. Bei Tennis Borussia Berlin bildete er über Jahre mit Hans Brunke eines der besten Verteidigerpaare Deutschlands. Von 1928 bis 1932 zog er fünf Mal in Folge mit den „Veilchen“ als Vertreter von Brandenburg in die Endrunde um die deutsche Fußballmeisterschaft ein. Sein erstes Endrundenspiel erlebte der 20-jährige Verteidiger am 8. Juli 1928 in Hamborn bei einem 3:1-Erfolg gegen Preußen Krefeld. Sepp Herberger stürmte im Angriff von TeBe. Als die Lila-Weißen aus Charlottenburg 1932 als Meister in der Endrunde antraten, verloren sie mit 1:3 Toren bei Eintracht Frankfurt, wo ähnlich wie bei TeBe mit Franz Schütz und Hans Stubb, ein herausragendes Verteidigerpaar den Rückhalt des Spiels bildete. Von 1928 bis 1932 kam Emmerich auf acht Endrundeneinsätze.
Am 28. April 1929 gewann Brandenburg das Finale um den Bundespokal mit 4:1 Toren gegen Norddeutschland. Paul Gehlhaar von Hertha BSC stand im Tor und das TeBe-Verteidigerpaar Emmerich und Brunke sorgten davor für Sicherheit. In der folgenden Saison drehten die Norddeutschen den Spies um und gewannen das Finale in Alton mit 2:0 Toren gegen Brandenburg. Wiederum verteidigten dabei Emmerich und Brunke. Reichstrainer Otto Nerz berief Emmerich erstmals für das Länderspiel am 26. April 1931 in den Kader der Nationalmannschaft. Bei dem 1:1-Remis gegen die Niederlande kam er aber noch nicht zum Einsatz. Nach der deklassierenden 0:6-Niederlage am 24. Mai in Berlin gegen Österreich – mit den Verteidigern Albert Beier und Heinrich Weber –, wurden Emmerich und Brunke zu der Nordlandreise im Juni 1931 mit den Länderspielen gegen Schweden und Norwegen durch den DFB eingeladen. Am 17. Juni debütierte Emmerich beim 0:0 in Stockholm in der Nationalmannschaft. Willibald Kreß hütete das Tor und das TeBe-Paar Emmerich und Brunke bildeten das Defensiv-Paar. Vier Tage später, am 21. Juni in Oslo, trat die DFB-Elf mit der Stockholm-Formation auch gegen Norwegen an. Die dritte Bewährungsprobe des Schlussdreiecks glückte aber am 13. September in Wien gegen die dortige „Wunderelf“ von Hugo Meisl nicht. Mit 5:0 Toren setzte sich der Angriff um Sturmführer Matthias Sindelar durch und danach war die internationale Karriere von Emmerich beendet.
Mit Brandenburg stand er 1933 nochmals im Finale um den Bundespokal. Das erste Spiel endete am 23. Juli in Berlin gegen Bayern 2:2-Remis nach Verlängerung und im Wiederholungsspiel setzte sich die Süddeutschen am 6. August in München klar mit 6:1 Toren durch.
Später schloss er sich noch SV Elektra beziehungsweise BEWAG Berlin an.